# Gymnocalycium capillaense
Gymnocalycium capillaense (укр. Гімнокаліціум капільянський, Гімнокаліціум капіляензе) — сукулентна рослина з роду гімнокаліціум (Gymnocalycium) родини кактусових (Cactaceae).

## Історія
Вид вперше описаний у 1923 році німецьким ботаніком Карлом Шиком (нім. Carl Schick, 1881—1953) як Echinocactus capillensis, який відніс його до роду ехінокактус (Echinocactus). У 1926 році інший німецький ботанік, профессор Кордовського університету — Карл Курт Хоссеус (нім. Carl Curt Hosseus, 1878—1950) відніс його до роду гімнокаліціум.

## Етимологія
Видова назва походить від місця зростання цього виду — міста Капілья-дель-Монте (ісп. Capilla del Monte).

## Ареал і екологія
Gymnocalycium capillaense є ендемічною рослиною Аргентини. Ареал розташований у провінціях Кордова і Сан-Луїс. Рослини зростають на висоті від 500 до 1500 метрів над рівнем моря в чакових лісах та високогірних луках.

## Морфологічний опис
| Орган              | Опис                                                                               |
| ------------------ | ---------------------------------------------------------------------------------- |
| Рослини            | формують численні групи.                                                           |
| Стебло             | приплюснуто-кулясте, матове, синьо-зеленого кольору до 8 см заввишки і в діаметрі. |
| Епідерміс          |                                                                                    |
| Ребра              | до 13 із низькими, округлими горбками.                                             |
| Ареоли             | овальні з білою шерстю.                                                            |
| Аксили             |                                                                                    |
| Колючки            | близько 5, жовтувато-білі, до 1,2 см завдовжки.                                    |
| Квіти              | ніжного рожево-білого кольору, до 7 см завдовжки і 6 см в діаметрі.                |
| Бутони             |                                                                                    |
| Зовнішні пелюстки  |                                                                                    |
| Внутрішні пелюстки |                                                                                    |
| Тичинки            |                                                                                    |
| Маточка            |                                                                                    |
| Плоди              | палицеподібні, синюваті.                                                           |
| Насіння            |                                                                                    |

## Чисельність, охоронний статус та заходи по збереженню
Gymnocalycium capillaense входить до Червоного списку Міжнародного союзу охорони природи видів, з найменшим ризиком (LC). Рослина місцево поширена і рясна. Поточна тенденція чимельності популяції стабільна. Основних загроз для цього виду немає.
Gymnocalycium capillaense зустрічається у природному заповіднику «Ла Кебрада» (ісп. Reserva hídrica natural Parque La Quebrada).
Охороняється Конвенцією про міжнародну торгівлю видами дикої фауни і флори, що перебувають під загрозою зникнення (CITES).

## Утримання
Цей вид є гірською рослиною, тому є дуже витривалим і пристосованим до холодної сухої зими. Влітку корисними будсть полив і розміщення на повному сонці.